# Yoshiharu Ueno
Yoshiharu Ueno (jap. 上野 良治, Ueno Yoshiharu; * 21. April 1973 in Urawa (heute: Urawa-ku, Saitama)) ist ein japanischer ehemaliger Fußballspieler.
Ueno spielte zuletzt bei Yokohama F. Marinos in der J. League. Sein erstes Spiel in der J. League bestritt er am 27. April 1994 gegen Shonan Bellmare. Das Spiel endete 1:2 für Bellmare. Am 21. September 1994 erzielte er gegen die gleiche Mannschaft sein erstes Tor für die Marinos. Jedoch verlor die Mannschaft auch dieses Spiel mit 1:2.
2000 spielte Ueno zudem ein Spiel für die Japanische Fußballnationalmannschaft.
2007 lief sein Vertrag nach 13 Jahren, 287 Spielen und 24 Toren bei den Marinos aus und wurde nicht verlängert. Ueno beendete daraufhin seine Karriere im Alter von 34 Jahren.